# Big Five (orkesten)
Met Big Five van de orkesten worden traditioneel de vijf bekendste en meest gerenommeerde symfonieorkesten van de Verenigde Staten bedoeld.
Deze vijf orkesten zijn (met tussen haakjes de oprichtingsdatum):
- New York Philharmonic (1842)
- Boston Symphony Orchestra (1881)
- Chicago Symphony Orchestra (1891)
- Philadelphia Orchestra (1900)
- Cleveland Orchestra (1918)

Het begrip Big Five wordt deels als verouderd gezien, omdat intussen ook veel andere Amerikaanse orkesten kwalitatief vergelijkbaar zijn met deze grote vijf. Er is echter nog geen nieuwe (fictieve) groep Big Ten of Big Twenty Five.